# Droga krajowa nr 31 (Węgry)

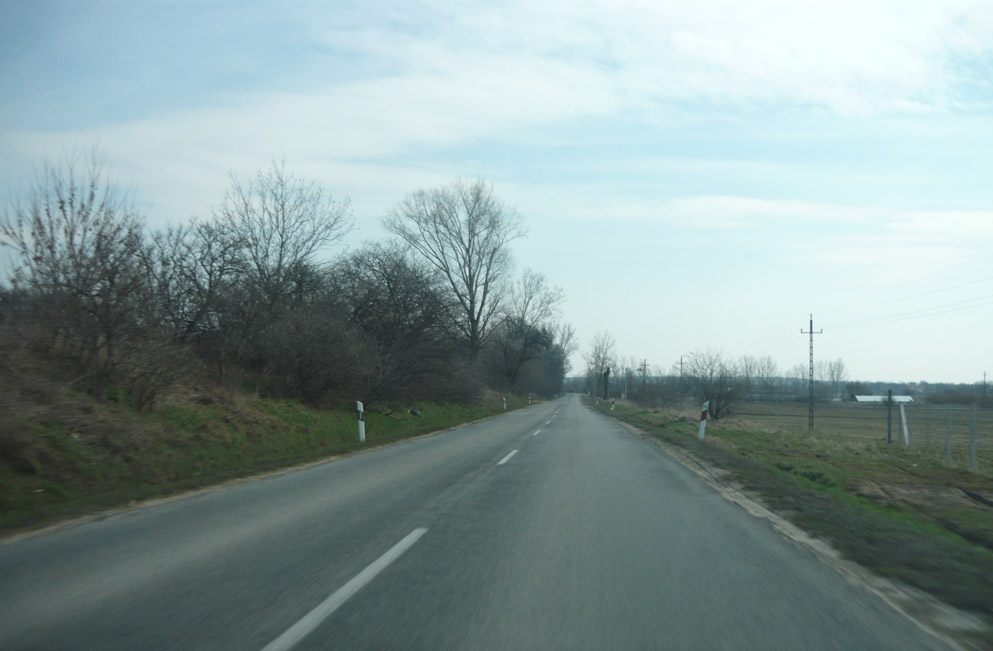
Droga krajowa nr 31 między Gyömrő a Mende

Droga krajowa nr 31 (węg. 31-es főút) – droga krajowa w komitatach Pest, Jász-Nagykun-Szolnok i Heves we wschodnich Węgrzech. Długość - 132 km. Przebieg: 
- Budapeszt – skrzyżowanie z M0
- Gyömrő
- Nagykáta – skrzyżowanie z 311
- Jászberény – skrzyżowanie z 32
- Jászapáti
- Heves
- Dormánd – skrzyżowanie z 33